# Star Trek: The Next Generation
Star Trek: The Next Generation, nota anche nel fandom con la sigla TNG, è una serie televisiva del franchise di fantascienza Star Trek, ideato da Gene Roddenberry. È stata trasmessa originariamente negli Stati Uniti dal 1987 al 1994. In Italia è andata in onda per la prima volta dal 1991 al 1997.
The Next Generation è la seconda serie televisiva live action del franchise, la terza se si conta anche la serie animata (1973-1974), quindi sequel della serie classica (1966-1969). The Next Generation è ambientata nel XXIV secolo, negli anni che vanno dal 2364 al 2370, cioè circa cento anni dopo gli avvenimenti della serie classica. Presenta inoltre una nuova nave stellare Enterprise, la USS Enterprise NCC-1701-D, la sesta nave della Flotta Stellare a portare questo nome, e un nuovo equipaggio, comandato dal capitano Jean-Luc Picard.
Alla serie hanno fatto seguito numerosi sequel e spin-off, tanto cinematografici, quanto televisivi, ambientati anch'essi tra la fine del XXIV secolo e l'inizio del XXV. Rick Berman, showrunner della serie, ha poi prodotto gli spin-off Star Trek: Deep Space Nine (1993-1999) e Star Trek: Voyager (1995-2001), immediatamente consecutivi a The Next Generation, seppure ambientati su altre navi e stazioni spaziali e con protagonisti diversi. L'equipaggio delle USS Enterprise D e USS Enterprise E, capitanato da Jean-Luc Picard, è poi apparso nei quattro film cinematografici Generazioni (1994), Primo contatto (1996), Star Trek - L'insurrezione (1998) e Star Trek - La nemesi (2002).
Sono inoltre sequel televisivi della serie The Next Generation, la serie live action Star Trek: Picard (2020-2023), parte del rinnovato universo esteso avviato con la serie Star Trek: Discovery da Alex Kurtzman e Akiva Goldsman nel 2017, che vede protagonista l'ormai ammiraglio Picard in nuove avventure ambientate tra il 2399 e il 2401, cioè vent'anni dopo gli avvenimenti narrati in Star Trek - La nemesi, affiancato da vecchi e nuovi compagni; la serie animata Star Trek: Lower Decks (dal 2020), ambientata nel 2380, cioè 16 anni dopo l'inizio delle missioni dell'Enterprise D e un anno dopo gli avvenimenti di Star Trek - La nemesi, e indirettamente, poiché sequel di Voyager, Star Trek: Prodigy (dal 2021), ambientata a partire dal 2383.

## Trama
(Intro in tutti gli episodi)
Il telefilm, come la serie classica, è incentrato sulle avventure dell'equipaggio della nave stellare Enterprise D, classe Galaxy (una classe molto più avanzata rispetto alla nave del capitano Kirk). I "viaggi della nave stellare Enterprise" mantengono fondamentalmente lo stesso carattere, malgrado alcuni rilevanti cambiamenti nel frattempo avvenuti, come la pace con gli alieni Klingon e l'allargamento della Federazione dei Pianeti Uniti. L'universo si espande, diventando più affollato di specie extraterrestri e difficile da gestire. La tecnologia è nel frattempo progredita; le navi della Flotta Stellare, come la nuova Enterprise, sono più grandi, comode e spaziose, rivestendo una funzione più esplorativa e diplomatica che militare. Agli ufficiali è permesso portare a bordo le proprie famiglie, dato che i periodi delle missioni si sono allungati.
L'esplorazione degli altri mondi rimane la molla principale delle avventure, ma non mancano situazioni inedite che si sviluppano nel nuovo ambiente del ponte ologrammi.

## Episodi
| Stagione         | Episodi | Prima TV originale | Prima TV Italia |
| ---------------- | ------- | ------------------ | --------------- |
| Prima stagione   | 26      | 1987-1988          | 1991-1993       |
| Seconda stagione | 22      | 1988-1989          | 1994            |
| Terza stagione   | 26      | 1989-1990          | 1994-1995       |
| Quarta stagione  | 26      | 1990-1991          | 1995            |
| Quinta stagione  | 26      | 1991-1992          | 1995-1996       |
| Sesta stagione   | 26      | 1992-1993          | 1996            |
| Settima stagione | 26      | 1993-1994          | 1997            |

## Personaggi e interpreti
- Jean-Luc Picard (stagioni 1-7), interpretato da Patrick Stewart e doppiato da Alessandro Rossi.
- William T. Riker (stagioni 1-7), interpretato da Jonathan Frakes e doppiato da Sergio Di Stefano.
- Data (stagioni 1-7), interpretato da Brent Spiner e doppiato da Marco Mete.
- Worf (stagioni 1-7), interpretato da Michael Dorn e doppiato da Claudio Fattoretto.
- Geordi La Forge (stagioni 1-7), interpretato da LeVar Burton e doppiato da Vittorio De Angelis.
- Beverly Crusher (stagioni 1, 3-7), interpretata da Gates McFadden e doppiata da Serena Verdirosi.
- Deanna Troi (stagioni 1-7), interpretata da Marina Sirtis e doppiata da Anna Rita Pasanisi
- Wesley Crusher (stagioni 1-4; guest 5, 7), interpretato da Wil Wheaton e doppiato da Daniele Carnini e da Stefano Crescentini (ep. 7x11 e 7x20).
- Tasha Yar (stagione 1; guest 3, 7), interpretata da Denise Crosby e doppiata da Isabella Pasanisi.

## Specie
Oltre a ripresentare le specie già apparse nelle precedenti due serie televisive, live action e animata, come ad esempio Vulcaniani, Klingon e Romulani, The Next Generation introduce svariate nuove specie aliene, alcune delle quali destinate a divenire ricorrenti, quali soprattutto i Ferengi, i Borg, i Bajoriani, i Cardassiani. I Ferengi erano inizialmente destinati a divenire la specie antagonista per eccellenza della Federazione, ruolo invece poi passato ai Borg, che, dalla Battaglia di Wolf 359 in poi, diverranno una temibile e costante minaccia per la Federazione e per tutto il Quadrante Alfa della galassia. La storia della specie sarà ulteriormente sviluppata, inoltre, nel film con protagonista l'equipaggio dell'Enterprise E (che succederà all'Enterprise D e ospiterà l'equipaggio capitanato da Jean-Luc Picard) Primo contatto e nella serie spin-off Star Trek: Voyager, che andrà a esplorare il Quadrante Delta della galassia, dove i Borg hanno il proprio dominio, oltre al personaggio fino ad allora inedito della Regina Borg. Bajoriani, Cardassiani e Ferengi, saranno invece al centro del successivo spin-off Star Trek: Deep Space Nine.

## Astronavi

L'Enterprise D, la nave stellare protagonista della serie

## Tecnologia
La serie The Next Generation introduce nuove tecnologie, rispetto a quanto visto nelle due serie precedenti e nei film. Lo scenario fornito dal ponte ologrammi, già visto nella serie animata, viene sviluppato. Si tratta di una sala in cui i membri dell'equipaggio della Enterprise possono immergersi in simulazioni di realtà virtuale immersiva. Gli ologrammi che circondano gli utenti del ponte sono solidi e in grado di ingannare i cinque sensi (grazie alla fusione tra le tecnologie degli ologrammi ottici e del replicatore di materia). In pratica è possibile ordinare al computer di ricreare qualunque oggetto o ambiente, da piccoli manufatti ad ambienti naturali apparentemente sconfinati: la simulazione permette di muoversi illusoriamente all'interno di scenari potenzialmente infiniti.
Il ponte ologrammi è usato soprattutto per scopi ricreativi, scientifici e didattici, anche se vi possono accadere un numero straordinario di incidenti. In un episodio, ad esempio, la simulazione del Professor Moriarty (il geniale arcinemico di Sherlock Holmes) diventa senziente e in seguito riesce addirittura ad assumere il controllo dell'astronave.

## Produzione
La serie fu concepita e prodotta dall'ideatore originale di Star Trek, Gene Roddenberry.
Nel 1986, vent'anni dopo la prima serie di Star Trek, Roddenberry decise che era il momento di riprovare a creare una serie che ne fosse il seguito, ambientandola però a distanza di 78 anni nel futuro e con personaggi completamente nuovi. Nacque così Star Trek: The Next Generation. Le avventure si sono sviluppate in 178 episodi per la televisione, per poi proseguire con quattro pellicole cinematografiche. Il successo della serie è stato talmente grande da creare una nuova generazione di appassionati, che hanno allargato la cerchia dei milioni di fan di Star Trek già sparsi in tutto il mondo.

## Distribuzione
La serie esordì la settimana del 28 settembre 1987 con l'episodio pilota di due ore Incontro a Farpoint (Encounter at Farpoint) e fu condotta per sette stagioni, concludendosi con l'episodio Ieri, oggi, domani (All Good Things...) la settimana del 23 maggio 1994 e passando il testimone allo spin-off Star Trek: Deep Space Nine, iniziato l'anno prima.
La versione in lingua italiana della serie è stata trasmessa in televisione a più riprese a partire dal 1991 su Italia 1, e si è conclusa per la prima volta nel 1997. In seguito è stata più volte replicata. Era stata trasmessa in precedenza dalla Rai a tarda sera d'estate, ma la programmazione venne interrotta diverse volte.
La serie è stata anche distribuita in Italia in VHS e nel 2002-2003 anche in DVD, in 7 cofanetti, uno per stagione e a partire dal 2012 anche in Blu-ray.

## Accoglienza
Nel corso degli anni la serie ha sempre ottenuto buone recensioni. Sul sito aggregatore di recensioni Rotten Tomatoes ottiene il 92% di valutazioni positive, con un voto medio di 7.90/10 basato su 77 recensioni. Sul sito Metacritic, che utilizza una media ponderata, la serie ottiene un punteggio più basso: 51/100, sulla base di 8 recensioni professionali «miste o medie».

## Sequel espin-off
Dopo la fine della serie, sono stati realizzati quattro film che fungono da sequel e vedono protagonista l'equipaggio capitanato da Jean-Luc Picard, prima a bordo dell'Enterprise D, poi dell'Enterprise E:
- Generazioni (Star Trek: Generation) diretto da David Carson (1994)
- Primo contatto (Star Trek: First Contact) diretto da Jonathan Frakes (1996)
- Star Trek - L'insurrezione (Star Trek: Insurrection) diretto da Jonathan Frakes (1998)
- Star Trek - La nemesi (Star Trek: Nemesis) diretto da Stuart Baird (2002)

Oltre a questi film cinematografici, la serie ha avuto come spin-off tre serie televisive live action e due animate, che sono ambientate nel medesimo continuum spazio temporale, alla fine del XXIV secolo e hanno collegamenti e personaggi già presenti in TNG o nei suoi sequel:
- Star Trek: Deep Space Nine – serie TV (1993-1999)
- Star Trek: Voyager – serie TV (1995-2001)
- Star Trek: Lower Decks – serie animata (2020 – in produzione)
- Star Trek: Picard – serie TV (2020-2023)
- Star Trek: Prodigy – serie animata (2022 – in produzione)

## Riconoscimenti
In occasione della 48ª edizione dei Saturn Awards, allo staff di attori di The Next Generation, recentemente riunitosi nella terza stagione della serie Star Trek: Picard, è stato conferito uno speciale premio alla carriera.